# シマノ・SORA

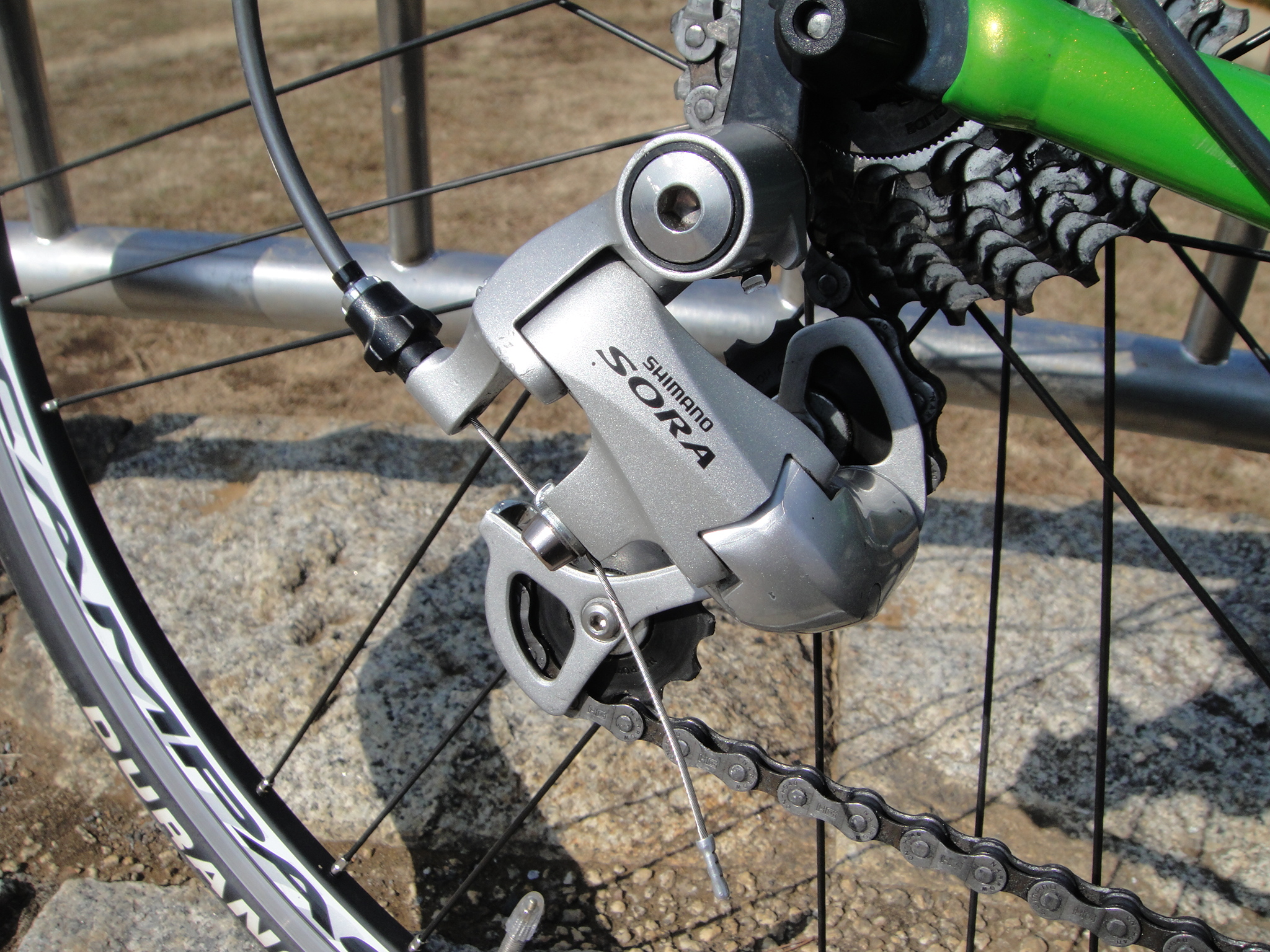
SHIMANO SORA リアディレイラー（RD-3400）

SORA（ソラ）は、シマノが作るロードバイク用コンポーネント。デュラエース、アルテグラ、105、ティアグラに次ぐ上から5番目のグレード。Clarisの上位に当たり、定価15万円程度の入門用スポーツバイクの完成車に取り付けられて販売されていることが多い。
2022年現在リアの変速段数は9速である。
品番は3000番台で、2022年現在ではR3000番台がリリースされている。

## 開発の経緯とシリーズの歴史
1990年代になるとロードバイクの楽しみ方が多様化し、従来のロードレースだけでなく通勤、通学、そして自転車旅行にも用いられるようになった。これを受けて1995年にシマノはそういったユーザーを狙った低価格コンポーネント「RSX」を開発（A410系）。
2000年 - リアが8速化された後継モデル「SORA」がデビューした（3300番台）。
リア8速で耐久性、メンテナンス性に優れ、前述のユーザーだけでなく、ロードバイク入門用としても用いられることが多くなった。SORAシリーズの中で唯一の日本製である。
2007年 - 3400番台がデビューし、リア9速化。
3400番台まではデュアルコントロールレバー（ブレーキ操作とシフト操作の両方を手元で行うレバー）のワイヤー巻き取りレバー（ブレーキレバーと兼用）とワイヤーリリースのレバーが離れた位置（ブラケット内側）についており、コンフォート系のポジション（ブラケットポジション）で扱いやすいようになっている。（ユーザー間で便宜的に「親指シフト」と呼ばれることもある）
また、クランクセットは右側クランクとシャフトが一体型の2ピース構造となった。
2012年 - 3500番台がデビュー。上位グレードと同様のワイヤーリリースのレバーがブレーキレバーに隣接したタイプのデュアルコントロールレバーとなった。また、同時にフラットバーロード用にラピッドファイヤシフトレバーとブレーキレバーも発表された。3500番台は2012年2月に発表、同年7月より展開されている。。
2016年 - R3000番台がデビュー。クランクセットは、チェーンガード付きを除き、従来の５アームから上位グレードと同様の４アームへ、デュアルコントロールレバーがシフトワイヤーをハンドル内蔵へと変更となり、オプティカルギアディスプレイは廃止になった。